# Mantella madagascariensis
Mantella madagascariensis (Grandidier, 1872) è una rana della famiglia Mantellidae, endemica del Madagascar.

## Distribuzione e habitat
La specie è diffusa nel Madagascar centro-orientale, da Niagarakely sino a Ranomafana, da 700 a 1050 m s.l.m..